# Lidahult (naturreservat)
Lidahult är ett naturreservat i Emmaboda kommun i Kalmar län.
Området är naturskyddat sedan 1967 och är 1 hektar stort. Reservatet består av en slåtteräng i Lidahult. Ängen är en  löväng, vilket betyder det finns träd på ängen.